# Волошин Богдан Романович
Богдан Романович Волошин (відомий також як Пан Марциняк і Онуфрій Жменя) — український публіцист, письменник-гуморист.

## Біографія
Народився у Львові. Закінчив СШ 55, вступив до Львівського державного університету на факультет журналістики. Закінчивши університет, з 1984-го року працює у різних львівських періодичних виданнях і на телебаченні. З 2014 року Богдан Волошин веде авторську колонку на сторінці ЗІК. Нині працює на Львівському телебаченні. Відомий у Львові й околицях за псевдонімом пан Марциняк.[джерело?]

## Екранізації
На початку 2016 у широкий прокат в Україні вийшов фільм «Політ золотої мушки» (реж. Іван Кравчишин), знятий за мотивами збірки оповідань «Бурачковицькі хроніки» Богдана Волошина.[неавторитетне джерело] Стрічка у трьох новелах розповідає про жителів села Бурачковичі в Західній Україні, які опиняються в різних комічних ситуаціях.